# Маценко, Егор Геннадьевич
Его́р Генна́дьевич Маце́нко (укр. Єгор Геннадійович Маценко; род. 23 января 2002, Лысянка, Черкасская область) — украинский футболист, защитник клуба «Шлёнск».

## Клубная карьера
Родился в посёлке Лысянка Черкасской области. Футболом начал заниматься в академии киевского «Динамо». В 16-летнем возрасте переехал в Польшу, где сначала присоединился к столичному «Урсусу», а впоследствии к варшавской «Легии».
В феврале 2022 года перешёл в состав другого представителя Экстракласса, «Шлёнск». Сначала был переведён в резервную команду, за которую дебютировал 12 марта 2022 года в проигранном (0:4) поединке Второй лиги против краковской «Гарбарни». Евгений вышел на поле на 84-й минуте вместо Себастьяна Бергера. Выступал в команде в течение полутора лет. Дебютировал за первую команду вроцлавского клуба 20 марта 2023 года в победном (3:1) домашнем поединке 5-го тура Экстраклассы против познаньского «Леха». Маценко вышел на поле на 89-й минуте вместо Патрика Янасика.

## Карьера в сборной
6 марта 2024 года Егор Маценко получил вызов от Руслана Ротаня в список игроков олимпийской сборной Украины для подготовки к участию в летней Олимпиаде 2024. В футболке олимпийской сборной Украины дебютировал 25 марта 2024 года в проигранном (0:2) выездном товарищеском поединке против олимпийской сборной Японии. Егор вышел на поле на 71-й минуте вместо Алексея Сыча.